# Waiting for the Twilight
Albums de Nightmare
Power of the Universe
(1985)
Waiting For The Twilight est le premier album studio du groupe Français Nightmare sorti en 1984.

## Titres
1. Trust A Crowd - 4:12
2. Waiting For The Twilight - 3:43
3. Too Late - 4:20
4. Royal Death - 3:10
5. Drive Down To Hell - 4:12
6. Lord Of The Sky - 4:40
7. The Legend - 4:08
8. Fool On The Scene - 4:17
9. Le Jour Du Châtiment - 3:42
10. Victime De L'exil - 4:30
11. Esprits, Sortilèges - 3:38
12. Les Forces Du Mal - 4:32